# Сагуткін Данило Валерійович
Дани́ло Вале́рійович Сагу́ткін (нар. 19 квітня 1996, Севастополь, Україна) — український футболіст, центральний захисник.

## Життєпис
Валерій Сагуткін народився у Севастополі, де й почав займатися футболом. До 2010 року грав у ДЮФЛУ за севастопольську СДЮШОР-5, а згодом протягом трьох років захищав кольори київського РВУФК. 2013 року перейшов до системи «Шахтаря» і, після нетривалого перебування у юнацькому складі донеччан, приєднався до лав «Шахтаря-3», що виступав у другій лізі.
Протягом 2014—2015 років був одним з основних гравців юнацької команди «гірників», разом з якою дійшов до фіналу Юнацької Ліги УЄФА. У пресі навіть з'явилася інформація щодо зацікавленості у послугах українця низки італійських клубів, зокрема «Аталанти» та «Палермо». З наступного сезону Сагуткін почав залучатися до ігор молодіжного складу «Шахтаря», а вже за сезон став одним зі стовпів оборони команди.
Улітку 2018 року на орендних засадах перейшов до складу київського «Арсеналу», який щойно отримав право грати у Прем'єр-лізі. Ініціатором переходу став президент «канонірів» Івиця Піріч, що співпрацював раніше з Сагуткіним як футбольний агент. У Прем'єр-лізі Сагуткін дебютував 26 серпня 2018 року в матчі проти «Карпат», вийшовши на заміну на 86 хвилині замість Владислава Алєксєєва. Загалом за сезон Сагуткін зіграв у 18 матчах чемпіонату, але не врятував команду від вильоту з еліти.
4 липня 2019 року Данило був відданий в оренду в російський «Єнісей» на один сезон, але закріпитись у команді не зумів, зігравши лише 2 гри у другому за рівнем дивізіоні Росії. В результаті гравець покинув команду і другу половину сезону 2019/20 провів у «Маріуполі», де теж не зміг пробитись до основи.
У 2021—2023 роках виступав у другому дивізіоні чемпіонату Росії за «Акрон».

## Виступи за збірну
16 листопада 2015 року захисник «Шахтаря» дебютував у складі юнацької збірної України (U-20) в поєдинку проти польської «молодіжки».

## Досягнення
- Фіналіст Юнацької Ліги УЄФА: 2014/15.